# Александар Цветковић (сликар)
Александар Цветковић (Алексинац, 27. септембар 1947) је српски сликар.

## Биографија
Студије сликарства завршио је на Академији ликовних уметности у Београду 1973. у класи Недељка Гвозденовића и постдипломске студије 1975. године у класи Раденка Мишевића
Од раних 1970-их година активно је присутан на српској, југословенској и међународној ликовној сцени делујући у областима сликарства, цртежа, графике и скулптуре. Уметнички израз започиње у оквирима хиперреализма, а од почетка 1980-их стилски се позиционира у пољу апстрактног експресионизма и неоекспресионизма.
На југословенској ликовној сцени раних 1970-их пажњу јавности и критике привлачи сликама великог формата у стилу тада актуелниих праваца европске фигуративне уметности, хиперреализма и фотореализма, обрађујући теме везане за метафизичка питања човековог постојања и његовог односа према небеском пространству (циклуси Облаци, Параметар универзума, као и циклус Слика у слици који реализује са Божидаром Дамјановским). Ови радови, праћени наградама на групним изложбама у Њујорку, Загребу, Београду, Ријеци, Вроцлаву и Дубровнику, Цветковића постављају у епицентар југословенског ликовног живота, а његови радови уврштавају се у поставке најзначајнијих музеја савремене уметности на простору Југославије (Муѕеј савремене уметности у Београду, Модерна галерија у Загребу, Модерна галерија у Љубљани и др.).
Током студијског боравка у Сједињеним Државама (Њујорк) између 1980. и 1983. године и сусрета са актуелним правцима америчког послератног сликарства, Цветковић прави радикалан заокрет у својој поетици напуштајући дотадашњи фигуративни израз у правцу апстракције (циклус Њујоршке импресије). Сједињујући традицију енформела и београдске интимистичке школе са савременим тенденцијама постмодерне уметности, Цветковић је раних 1980-их година започео изградњу особеног ликовног стила унутар којег ће у наредним деценијама обрађивати махом историјске и митолошке теме (циклуси Српске средњовековне заставе, Сан Себастијан, Минојски врт, Алегорије на грчке митове, Паганска литија, Простор за конквистадора, Записи армижадура...).
Класична у медију, дела Александра Цветковића карактеришу се савременим духом којим прожима универзалне и националне теме. Фокусирајући се на суштинске особености одабраних тематских исходишта, Цветковић их у свом стваралаштву преводи на језик ликовних знакова, симбола и асоцијација, истичући се као један од најаутентичнијих апстрактних уметника на српској ликовној сцени последњих деценија.
Приредио је преко седамдесет самосталних изложби у земљи и свету, и учествовао у селекцијама неколико стотина ликовних манифестација на пет континената.
Члан је Удружења ликовних уметника Србије од 1973. године, а од 1997. године је у статусу истакнутог уметника.
Један је од најнаграђиванијих српских сликара у земљи и свету. Добитник је већег броја домаћих и интернационалних награда и признања међу којима су прва награде за сликарство на Октобарском салону у Београду 1977. и 1988, награде на Меморијалу Надежде Петровић у Чачку 1978. и 1990, награда на Међународној изложби цртежа у Нирнбергу 1979, прва награда на Бијеналу југословенске ликовне уметности у Њујорку и награда на Бијеналу уметности у Александрији 1980, Златна палета УЛУС-а 1985, Политикина награда у Београду 1990, прва награда за сликарство на Меморијалу Милене Павловић Барили у Пожаревцу 1995. године и друге.
Дела му се налазе у бројним јавним и приватним колекцијама у земљи и иностранству, неке од њих су Народни музеј у Београду, Музеј савремене уметности у Београду, Музеј града Београда, Музеј Цептер, Народни музеј Пожаревац, Народни музеј Крушевац, Народни музеј Краљево, Музеј савремене уметности Скопље, Народни музеј Задар, Модерна галерија у Загребу, Музеј модерне уметности Љубљана, Галерија савремене ликовне уметности Ниш, Уметничка галерија „Надежда Петровић” и Модерна галерија Лазаревац.

## Награде
- 1973. Београд, II награда за цртеж „Свет у коме живимо“
- 1975. Загреб, Награда Модерне галерије Загреб на 7. Салону младих
- 1977. Београд, Награда за сликарство на 18. Октобарском салону
- 1977. Београд, Награда публике на 18. Октобарском салону
- 1977. Бања Лука, Награда УЛУБиХ-а на Јесењем салону
- 1977. Бања Лука, Награда града Бања Лука на Јесењем салону
- 1977. Госпић, Награда Музеја Лике на Ликаналу
- 1978. Чачак, Награда града Чачка на 10. Меморијалу Надежде Петровић
- 1978. Аранђеловац, Медаља симпозијума „Мермер и звуци“
- 1978. Сомбор, Награда за цртеж на Тријеналу југословенског цртежа
- 1979. Ријека, I награда за сликарство на 10. Бијеналу младих
- 1979. Нирнберг (Немачка), Награда за цртеж на Међународној изложби цртежа
- 1979. Вроцлав (Пољска), Награда 1. Међународног тријенала цртежа
- 1979. Дубровник, Награда за цртеж на 1. Дубровачком салону
- 1979. Београд, II награда на изложби Београд инспирација сликара
- 1980. Ријека, Откупна награда Умјетничке галерије БиХ на 7. Међународној изложби оригиналног цртежа
- 1980. Њујорк (Сједињене Америчне Државе), I награда на Бијеналу YАVА
- 1980. Александрија (Египат), Награда 13. Бијенала уметности
- 1980. Сомбор, Награда за сликарство на 20. Ликовној јесени
- 1981. Карловац, Награда за акварел на 2. Бијеналу акварела Југославије
- 1981. Загреб, Откупна награда кабинета графике ЈАЗУ на Бијеналу југословенског цртежа
- 1981. Сомбор, Награда за цртеж на 21. Ликовној јесени
- 1981. Пореч, Награда за слику на 21. Аналу „Ars et Urbs“
- 1982. Вроцлав (Пољска), Награда на 2. Међународног тријенала цртежа
- 1983. Карловац, Награда за акварел Народног музеја из Задра
- 1985. Београд, Златна палета за сликарство
- 1985. Херцег Нови, Награда за цртеж на 18. Зимском салону
- 1985. Пожаревац, I награда за сликарство на Меморијалу Милене Павловић Barilli
- 1987. Титоград (Подгорица), Награда УЛУЦГ-а из Фонда Петра Лубарде на Јесењој изложби
- 1988. Београд, Награда за сликарство на 29. Октобарском салону
- 1989. Херцег Нови, Награда за сликарство на 22. Зимском салону
- 1990. Београд, Политикина награда из фонда Владислава Рибникара за ликовно стваралаштво
- 1990. Чачак, Награда града Чачка на 16. Меморијалу Надежде Петровић
- 1992. Пријепоље, Милешева, Плакета „Бели анђео“
- 1995. Пожаревац, I награда за сликарство на Меморијалу Милене Павловић Barilli
- 2004. Ковин, Награда Јесењег салона
- 2021. Београд, Награда града Београда „Деспот Стефан Лазаревић” за ликовно и примењено ствaралаштво[1]
- 2023. Нови Сад, I награда Новембарског ликовног салона
- 2025. Београд, Признање за врхунски допринос националној култури[2]

## Самосталне изложбе
- 1975. Београд, Галерија Дома омладине (слике)
- 1976. Нови Сад, Галерија културног центра омладине (слике)
- 1976. Скопље, Галерија Дома ЈНА (слике)
- 1976. Земун, Галерија „Пинки“ (слике)
- 1977. Сомбор, Галерија „Ликовна јесен“ (слике)
- 1978. Београд, Галерија Коларчевог народног универзитета (цртежи)
- 1978. Женева, (Швајцарска) Галерија „UNA“ (цртежи и слике)
- 1978. Београд, Галерија Атељеа 212 (цртежи)
- 1979. Аранђеловац, Павиљон „Књаз Милош“, (слике и цртежи)
- 1979. Нови Сад, Галерија Трибине младих (слике)
- 1979. Скопље, Галерија Дома омладине (цртежи)
- 1979. Београд, Галерија „73“ (цртежи)
- 1979. Панчево, Галерија центра за културу „Олга Петров“ (слике и цртежи)
- 1980. Чачак, Галерија „Надежда Петровић“ (слике и цртежи)
- 1980. Куопио (Финска), Ланд арт (интервенције у песку)
- 1981. Београд, Салон музеја савремене уметности (слике)
- 1981. Прибој, Галерија Дома културе „Пиво Караматијевић“ (слике)
- 1981. Марибор, Изложбени салон „Ротовж“ (слике и цртежи)
- 1982. Загреб, Галерија Дома ЈНА (слике)
- 1982. Врбас, Ликовна галерија (слике)
- 1982. Ниш, Галерија савремене ликовне уметности (слике)
- 1982. Њујорк (САД), Југословенски културни центар (слике и цртежи)
- 1983. Београд, Галерија „АЗ“ (слике и објекти)
- 1984. Будва, Модерна галерија (слике)
- 1985. Мексико Сити (Мексико), Галерија „Метрополитана“ (слике)
- 1985. Мексико Сити (Мексико), Галерија „А.N.D.S.A.“ (слике)
- 1986. Нови Сад, Мали ликовни салон (радови ан папиру)
- 1986. Београд, Галерија „Бојан Ступица“ (цртежи)
- 1986. Београд, Галерија „АЗ“ (слике)
- 1986. Београд, Галерија института „Јарослав Черни“ (слике)
- 1986. Чачак, Галерија „Надежда Петровић“ (слике и објекти)
- 1986. Нови Пазар, Галерија „Сопоћанска виђења“ (слике)
- 1986. Зрењанин, Савремена галерија (слике)
- 1987. Сплит, Галерија „Алфа“ (радови на папиру)
- 1987. Уб, Културни центар (слике)
- 1988. Земун, Галерија „Стара капетанија“ (слике)
- 1988. Ријека, Галерија „Јурај Кловић“ (слике)
- 1989. Лазаревац, Галерија „Савременици“ (слике)
- 1989. Чачак, Галерија Дома културе (слике)
- 1989. Београд, Ликовна галерија Културног центра (слике)
- 1990. Београд, Галерија „Лада“ (слике и цртежи)
- 1994. Београд, Галерија „Лада“ (слике)
- 1996. Аскона (Швајцарска), Галерија „Sacchetti“ (слике)
- 1996. Краљево, Народни музеј (слике)
- 1996. Приштина, Галерија савремене уметности (слике)
- 1998. Београд, Галерија „Атријум“ (слике)
- 1998. Аскона (Швајцарска), Галерија „Sacchetti“ (слике)
- 1998. Београд, Дипломатски центар (слике и цртежи)
- 1999. Београд, Галерија „Београд“ (слике)
- 2000. Аскона (Швајцарска), Галерија „Sacchetti“ (слике)
- 2003. Београд, Галерија „Хаос“ (радови на папиру)
- 2003. Софија (Бугарска), Мађарски културни центар (слике и цртежи)
- 2003. Београд, Галерија „Перо“ (слике и цртежи)
- 2003. Нови Сад, Галерија „Мали Ликовни салон“ (радови на папиру)
- 2004. Зрењанин, Галерија духовног центра (радови на папиру)
- 2004. Ковин, Галерија Центра за културу (радови на папиру)
- 2005. Београд, Галерија „Дар Мар“ (цртежи)
- 2005. Београд, Галерија „Strategie Art“ (слике)
- 2006. Лазаревац, Модерна галерија (слике)
- 2006. Смедерево, Галерија Народног музеја (слике и цртежи)
- 2007. Београд, Галерија „Дар Мар“ (слике)
- 2008. Београд, Галерија „Дар Мар“ (цртежи)
- 2009. Бела Црква, Градска галерија (слике, цртежи и објекти)
- 2010. Београд, Галерија 212 (слике и објекти)
- 2010. Аранђеловац, Галерија 99 „Недељковић“ (слике и цртежи)
- 2011. Неготин, Галерија Дома културе „Стеван Мокрањац“ (слике)
- 2011. Ковин, Галерија Центра за културу (слике и објекти)
- 2013. Београд, Галерија „73“ (радови на папиру)
- 2013. Нови Сад, Галерија „Мали Ликовни салон” (радови на папиру)
- 2014. Крагујевац, Галерија Арт (слике, радови на папиру и објекти)
- 2014. Београд, Галерија „Прогрес“ (слике)
- 2015. Београд, Галерија „Дар Мар” (слике)
- 2016. Вишеград, Галерија „Петар Лубарда” Андрићевог института (слике)
- 2016. Београд, Галерија 212 (слике и објекти)
- 2021. Београд, Галерија Дар Мар (цртежи и објекти)
- 2021. Београд, Галерија УЛУС (слике и објекти)
- 2022. Неготин, Галерија дома културе, 56. Мокрањчеви дани (слике и објекти)
- 2023. Нови Сад, Галерија „Мали Ликовни салон” (слике)
- 2024. Чачак, Галерија Народног музеја (слике и објекти)[3]